# 檢察官內傳
《檢察官內傳》（韩语：／ Geomsanaejeon），為韓國JTBC於2019年12月16日起播出的月火連續劇，由《青春時代》系列的李太坤導演與朴妍善作家第三度合作打造。此劇講述一群不是身處高位的地方城市「職場人檢察官們」，他們過著平凡日子之時發生的故事。
台灣由Netflix 播出。

## 演員陣容

### 主要人物
| 演員   | 角色   | 介紹 | 粵語配音 |
| 李善均 | 李善雄 | 研修院39期，辦公室為306號，車明珠的大學學長，卻比她晚一年從研修院畢業。擁有10年經驗的檢察官，陳永支廳刑事2部檢察官，以善良印象為名。在「知人知己、知己知彼」的座右銘下，他無論甚麼證據都要細看細聽。得益於此，雖然處理案件的速度慢，但失誤相對較少。他認為比起速度更重要的是方向性，最終所有事情的開始和結束都是人，以這樣的標準檢驗案件。                                                                   | 何偉誠   |
| 鄭麗媛 | 車明珠 | 研修院38期，辦公室為309號，李善雄的大學學妹，卻比他早一年從研修院畢業。擁有11年經驗的檢察官，從中央地方檢察廳特殊部調到地方陳永支廳刑事2部的檢察官。她擁有出眾的能力和責任感，在檢察官生涯中是首爾從未有過的檢察機關精英。對於不停地前進的她來說，事件只是她的一件事情，是需要快速、準確地處理的事情。她對堆積如山的文件和業務反而感到安心，認為別人的閒暇是懶惰，在任何情況下都用結果和業績證明自己的存在。 | 鄧潔麗   |
| 李成宰 | 趙敏浩 | 研修院31期，辦公室為301號。擁有18年經驗的檢察官，現任陳永支廳刑事2部部長檢察官。雖然他嘴上一開口就嘮叨和急躁，但往往都會裝作贏不了禮讓好處予後輩，是一個不錯的上司。他與刑事1部的南部長是對立關係，帶領2部的檢察官想盡辦法抗衡，但並不容易。 | 馮瀚輝   |
| 金光奎 | 洪鍾學 | 研修院35期，辦公室為308號。擁有14年經驗的檢察官，現任陳永支廳刑事2部首席檢察官。他的能力和人生觀都很平凡，所以每天都會排上一行彩票號碼，開始一天的工作，幻想有一天中彩票後的生活。他沒有領袖風範，但天性善良，沒有狠毒之處，這也是能力所在。 | 周鑫霆   |
| 李尚熙 | 吳允珍 | 研修院43期，辦公室為307號。擁有6年經驗的檢察官，陳永支廳刑事2部檢察官。前4年她在強力部打擊惡勢力，變得非常粗暴。在研修院與同事檢察官結婚後，生下兩個孩子，丈夫在外地工作，和婆婆同住。在刑事2部工作繁忙的時候，她還擔任了公審檢察官，忙得不可開交。 | 楊樂瑤   |
| 全晟佑 | 金政宇 | 律師特考8期，前期待在306號室接受李善雄的指導，後轉調309室接受車明珠的指導。新任陳永支廳刑事2部檢察官。他沒有做檢察官的慾望和哲學，只是因為這份工作是別人眼中帥氣而堅實的職業而選擇了成為檢察官。 | 陳漢祺   |

### 陳永支廳刑事2部搜查官與事務官
| 演員   | 角色   | 介紹 | 粵語配音 |
| 白賢珠 | 張曼玉 | 隸屬於306室，擁有30年經驗，善雄檢察官辦公室的搜查官。在實際工作上，她就像各檢察官中間的行政補給官般，支援著他們的工作。雖然她擁有讓人難以捉摸的完美人際關係，但現實卻是像在超市裏遇到的普通大嬸。 | 姜嘉蕾   |
| 安昌煥 | 李正煥 | 隸屬於309室，擁有8年經驗，明珠檢察官辦公室的搜查官。性格爽朗，和任何人都會很快地稱兄道弟。當他遇到從首爾來的檢察官明珠時，開始經歷一段苦難。                                                      | 杜景煜   |
| 安恩眞 | 成美蘭 | 擁有3年經驗的實務官，性格沉默寡言，在辦公室內很少說話。隸屬於306室，後還負責支援309室。 | 王夢華   |

### 陳永支廳周邊人物
| 演員   | 角色   | 介紹 | 粵語配音 |
| 鄭載成 | 金仁柱 | 擁有24年經驗的檢察官，現為支廳長。雖然對誰都使用敬語，但是在他年輕時經常出現在奇怪的檢察秘史中，是一個神祕的人物。                         | 楊耀泰   |
| 金容熙 | 南炳俊 | 擁有18年經驗，與敏浩同期入職的檢察官，為刑事1部的部長。他事事牽制刑事2部，以典型的老式風格檢驗他們，提倡體系和秩序、服從上命，以組織優先。 | 陳啟熾   |
| 成伊恩 | 金長信 | 307號房的搜查官 | 簡懷甄   |
| 金佑錫 | 崔鐘勛 | 第11集後接任金仁柱的職務，擔任支廳長一職                                                                                                   | 李家傑   |

### 其他人物
| 演員   | 角色            | 介紹 | 粵語配音 |
| 車順裴 | 崔大中          | 檢察官出身的律師。因為是檢察官出身，所以對檢察官們的情況很瞭解。他利用關係和人脈穿越法律的死角，就像老狐狸一樣。 | 陳力航   |
| 金秋月 | 朴正南          | 神棍案被害人。                                                                                                   | 鄧潔麗   |
| 金在哲 |                 | 朴正南的兒子。                                                                                                   | 簡懷甄   |
| 郭子亨 | 李順哲          | 神棍。 | 郭浩勤   |
| 沈恩祐 | 藝琳            | 和金政宇相親的女子。                                                                                             | 姜嘉蕾   |
| 孫敬元 | 金永春          | 被正秀藥業拖欠薪金的工人, 育有一名殘疾的兒子。                                                                   | 李家傑   |
| 李秀仁 | 崔正蘭          | 被控私自挪用集資會資金的被告。                                                                                   | 王綺婷   |
| 金正珍 | 斐秀敏（Cindy） | 被詐騙者 | 梁瑞芬   |
| 金知星 | 權娜英          | 銅尺的真正主人                                                                                                   | 鄭家蕙   |

## 收視率
| 集數       | 播出日期   | 標題                             | AGB收視率        | AGB收視率      |
| 集數       | 播出日期   | 標題                             | 大韓民國（全國） | 首爾（首都圈） |
| ---------- | ---------- | -------------------------------- | ---------------- | -------------- |
| 1          | 2019/12/16 | 生計型檢察官們                   | 5.042%           | 5.029%         |
| 2          | 2019/12/17 | 首爾來的工作狂                   | 4.996%           | 5.089%         |
| 3          | 2019/12/23 | 勢不兩立                         | 4.685%           | 4.951%         |
| 4          | 2019/12/24 | 我們只是凡人                     | 4.238%           | 4.798%         |
| 5          | 2020/01/06 | 最強卧底                         | 3.588%           | 3.681%         |
| 6          | 2020/01/07 | 大人的事小孩不該插手？           | 3.810%           | 3.921%         |
| 7          | 2020/01/13 | 扮演好每個角色                   | 3.203%           | 3.328%         |
| 8          | 2020/01/14 | 每一位職場媽媽，都是堅強的超人   | 3.836%           | 3.865%         |
| 9          | 2020/01/20 | 提告能解決所有問題嗎？           | 3.214%           | 3.334%         |
| 10         | 2020/01/21 | 默默堅守在各自的崗位上           | 3.684%           | 3.286%         |
| 11         | 2020/01/27 | 畫下一個榮譽的句點               | 2.730%           | 3.134%         |
| 12         | 2020/01/28 | 該做的絕不妥協！                 | 3.479%           | 3.778%         |
| 13         | 2020/02/03 | 小心詐騙找上門                   | 2.981%           | 3.314%         |
| 14         | 2020/02/04 | 檢察官的本分                     | 4.004%           | 4.135%         |
| 15         | 2020/02/10 | Last case                        | 3.289%           | 3.366%         |
| 16         | 2020/02/11 | 每個瞬間用盡全力，明天依然會上班 | 4.208%           | 4.492%         |
| 平均收視率 | 平均收視率 | 平均收視率                       | 3.812%           | 3.969%         |

- 收視最低的集數以藍色表示，收視最高的集數以紅色表示。

## 同時段競爭作品
- SBS 月火連續劇：《V.I.P》、《浪漫醫生金師傅2》
- tvN 月火連續劇：《Black Dog》、《謗法》

### 引見
1. ↑  Kelly. . Kdaily韓粉日常. 2019-07-29  [2019-12-09]. （原始内容存档于2021-01-26） （中文（繁體））.
2. ↑  Yuan. . 韓星網. 2019-11-04  [2019-12-17]. （原始内容存档于2019-12-30） （中文（繁體））.
3. ↑  MiJimin. . 韓星網. 2019-11-08  [2019-12-17]. （原始内容存档于2019-12-09） （中文（繁體））.
4. ↑  MiJimin. . 韓星網. 2019-11-15  [2019-12-09]. （原始内容存档于2020-08-15） （中文（繁體））.
5. ↑  MiJimin. . 韓星網. 2019-12-16  [2019-12-17]. （原始内容存档于2020-01-15） （中文（繁體））.
6. ↑   [每日收視數據表] (AGB).   [2019-12-09]. （原始内容存档于2017-05-13） （韩语）.

## 外部連結
- 韓國JTBC官方網站 （页面存档备份，存于）
- 檢察官內傳-DAUM

| JTBC 月火劇                                                | JTBC 月火劇                                  | JTBC 月火劇 |
| ---------------------------------------------------------- | -------------------------------------------- | ----------- |
|                                                            | （2019年12月16日 – 2020年2月11日）           |             |
| 輔佐官2–改變世界的人們 （2019年11月11日 – 2019年12月10日） | 你好德古拉 （2020年2月17日 – 2020年2月18日） |             |

| 香港 Now劇集台 每日 22:00 - 23:00                            | 香港 Now劇集台 每日 22:00 - 23:00             | 香港 Now劇集台 每日 22:00 - 23:00             |
| ------------------------------------------------------------ | --------------------------------------------- | --------------------------------------------- |
|                                                              | （2020年8月26日－2020年9月17日）              |                                               |
| 如實陳述 （2020年8月6日－2020年8月25日）                     | 夫妻的世界 （2020年9月18日－2020年10月17日）  |                                               |
| 香港 ViuTV 星期一至五 20:30 - 21:30                          |                                               |                                               |
| 浪漫醫生金師傅2 （2020年10月26日 - 2020年11月27日）          | （2020年11月30日 - 2020年12月30日）           | 夫妻的世界 （2020年12月31日－2021年2月11日）  |
| 香港 ViuTV 星期一至五 13:30 - 14:30 · 2021年10月14日暫停播映 |                                               |                                               |
| 偉大的Show （2021年9月7日－2021年10月11日）                  | 檢察官內戰 （2021年10月12日－2021年11月12日） | 夫妻的世界 （2021年11月15日－2021年12月24日） |